# Burgstall Schlüsselberg
Der Burgstall Schlüsselberg ist eine abgegangene hochmittelalterliche Adelsburg über der Pulvermühle, einem südlichen Stadtteil von Waischenfeld im oberfränkischen Landkreis Bayreuth in Bayern.
Der Burgstall ist frei zugänglich.

## Geographische Lage
Die Burg befindet sich im Naturpark Fränkische Schweiz-Veldensteiner Forst auf dem Schlüsselberg, dem heutigen Galgenberg im Tal der Wiesent. Der Felssporn, auf dem die Burg lag, hat tatsächlich die Form eines Schlüssels, vielleicht hat die Burg ihren Namen also von einer Flurbezeichnung.
Dicht über der Pulvermühle, die früher Schlüsselmühle hieß, sind die Felsen mit dem Burgstall der ehemaligen Spornburg auf 410 m ü. NN zu sehen.
Am einfachsten erreicht man die ehemalige Burg von der Ostseite des Galgenberges aus. Dort, bei einem Denkmal am Waldrand, geht ein Weg in den Wald hinein. Man folgt dem Weg, bis eine enge Kurve erreicht wird. Dort befindet man sich schon im Halsgraben der Burg.
In der Nähe stehen einige weitere Burgen und Ruinen: nördlich die Burgruine Waischenfeld mit dem Steinernen Beutel und das ehemalige Schloss Gutenbiegen bei der gleichnamigen Ortschaft, südöstlich die Burg Rabenstein und die Burgställe Wal zum hohen Loch und Alte Veste. Wiesenttalabwärts steht die Burg Rabeneck. Auch direkt gegenüber dem Galgenberg lag auf dem Kreuzberg eine vermutlich vorgeschichtliche Befestigungsanlage.

## Geschichte der Burg

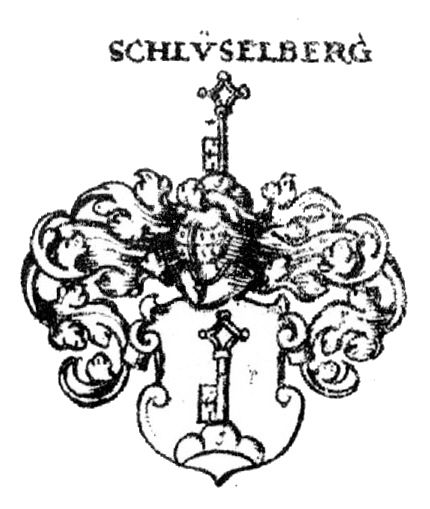
Wappen der Grafen von Schlüsselberg

Die Burg Schlüsselberg gab einem der bis zur Mitte des 14. Jahrhunderts mächtigsten und einflussreichsten fränkischen Adelsgeschlechter den Namen. Als die Herren von Waischenfeld um 1216 ausstarben, ging ihr Besitz an die Herren von Otlohesdorf-Creußen-Greifenstein, wohl durch Erbschaft, über.  1219 nannten sie sich erstmals von Schlüsselberg.
Die Burg Schlüsselberg muss also zwischen 1216 und 1219 erbaut worden sein.
Erwähnt wurde sie nie in Urkunden, was ungewöhnlich für eine Stammburg ist. Die Aufgabe der Burg war der Schutz der Wege und der Grenze zum Herrschaftsbereich Pottenstein, die durch den Schleifgraben unmittelbar neben der Burg verlief.
Als Konrad II. von Schlüsselberg, der die Burg in Waischenfeld und die viel besser zu verteidigende Burg Neideck bevorzugt hatte, 1347 als Letzter des Geschlechtes der Schlüsselberger bei der Belagerung der Burg Neideck fiel, teilten die Sieger, die Burggrafen von Nürnberg sowie die Bischöfe von Bamberg und Würzburg den Besitz der Schlüsselberger unter sich auf. Die Burg Schlüsselberg wurde dabei nicht erwähnt, sie war damals vielleicht schon aufgelassen oder zerstört.
1770 waren von der Burg noch Mauerreste zu sehen, 1820 war der Südhang des Schlüsselberges noch mit Steingeröll der Ruine bedeckt. Heute ist außer den Gräben und der Felstreppe nichts mehr von ihr vorhanden.

## Beschreibung des Burgstalles
Der Galgenberg hat auf seiner Ostseite eine breite Hochfläche und geht auf der Westseite in einen schmalen Felssporn über, der zur Anlage der Burg benutzt wurde. Am Übergang von der Hochfläche zum Felssporn wurde ein ca. 19 Meter breiter und 3 Meter tiefer Halsgraben angelegt. Gleich nach dem Graben stand auf einem 6 Meter hohen Felsklotz vielleicht eine Mauer oder ein Turm.
Der Zugang zur Burg befand sich wahrscheinlich auf einem schmalen Absatz an der Südseite des Felsklotzes.
Der Felsklotz setzt sich nach Westen als etwa 20 Meter breiter Grat fort. Dort stand wohl die ehemalige Vorburg, wie Felsbearbeitungen zeigen. Das Gelände  fällt nach Norden und Süden steil in das Tal der Wiesent bzw. in den Schleifgraben ab.
75 Meter nach dem Halsgraben trennte ein zweiter, zwölf Meter breiter und drei Meter tiefer Abschnittsgraben die Vorburg von der Hauptburg. 
Die ehemalige Hauptburg teilt sich von Nord nach Süd in vier Bereiche. Im Norden befindet sich ein tiefliegender schmaler Absatz, auf dem anscheinend Gebäude standen; man kann dort eine Grube und eine aus dem Fels gehauene sechsstufige Felstreppe erkennen. Kunstmann vermutet dort auch die Zisterne, von der aber nichts mehr zu sehen ist. Anschließend türmt sich ein zweigeteiltes Felsriff von Ost nach West fünf bis zehn Meter hoch auf, von dem der westliche Teil wahrscheinlich bebaut war. Das westliche Felsriff bildet auch das westliche Ende des Burgstalls und fällt ca. 15 Meter senkrecht ab.
Dann folgt ein ebener Absatz südlich der Felsriffe, der sicherste und repräsentativste Platz der Burg, auf dem vermutlich der Palas, der Bergfried oder ein kleinerer Turm stand.
Im Süden der Hauptburg liegt zwei bis drei Meter tiefer ein ebener Platz. Auch das Gelände der Hauptburg fällt nach Norden und Süden steil ab. Auf dem gesamten Bereich des Burgstalls sind keine Mauerreste mehr zu sehen.
Auf der Hochebene, 200 Meter östlich des Halsgrabens, stand auf einer kreisrunden Erhebung nach mündlicher Überlieferung ein Turm der Burg Schlüsselberg, eventuell ein Wartturm, von dem man nach Osten blicken konnte. Von der Burg aus war dies nicht möglich.
Später bauten die Waischenfelder auf die Fundamente des Turmes einen Galgen, von dem der Galgenberg seinen Namen hat.